# DGKZ
La diacilglicerol quinasa zeta es una enzima que en humanos está codificada por el gen DGKZ .
La proteína codificada por este gen pertenece a la familia de las diacilglicerol quinasas eucariotas. Puede atenuar la actividad de la proteína quinasa C regulando los niveles de diacilglicerol en la cascada de señalización intracelular y la transducción de señales. Se produce un corte y empalme alternativo en este locus y se han identificado tres variantes de transcripción que codifican tres isoformas distintas.

## Interacciones
Se ha demostrado que DGKZ interactúa con P110α .